# Korsós Bálint István
Korsós Bálint István (Sátoraljaújhely, 1958. szeptember 2. – Debrecen, 2014. július 10.) magyar-történelem szakos tanár, a Pápai Református Kollégium (2004-2007) és a Debreceni Református Kollégium Dóczy Gimnáziumának igazgatója és az Országos Református Tanáregyesület (rövidítve ORTE) elnöke.

## Élete
Apja Korsós István református lelkész, anyja Sárosi Irén református lelkész.
Családi állapota elvált. Gyermekei: Mira Anna 1987, Zsófia Zita 1989, Borbála Erzsébet 1994.
Tanári diplomáját 1983-ban szerezte a debreceni Kossuth Lajos Tudományegyetemen, ezt követően nyolc évig a Debreceni Református Kollégium Gimnáziumában tanított. 1992-ben doktori címet, 1996-ban PhD-fokozatot szerzett a újabb magyar irodalom történetéből. 1991-től a Pápai Református Gimnázium tanára, internátusvezető, igazgatóhelyettes, majd 2004. augusztusától Kálmán Attila utódjaként igazgató lett.
1989-ben a debreceni MDF alapító tagja volt, 1994-től a pápai tagozat elnökségi tagja. Tagja a Mándi Márton István Pápai Református Kollégiumi Alapítvány kuratóriumának és a Pápai Művelődéstörténeti Társaságnak. 1993-tól az Országos Református Tanáregyesület alelnöke, 1999–2001 között illetve 2010–2014 között elnöke volt.
2007. augusztusában Debrecenbe költözött és a Debreceni Református Kollégium Dóczy Gimnáziumának igazgatójaként dolgozott 2014-ben bekövetkezett haláláig. 2012-től a Kossuth utcai református egyházközség presbitere is volt. 2014. szeptemberében posztumusz megkapta a Tiszántúli Református Egyházkerület Gyarmati-díját.

## Munkái
- Meghívó az ördög álarcosbáljára (Portrévázlat Hernádi Gyuláról) – Küszöbök (az Alföld Stúdió antológiája), Debrecen, 1986 (ISBN 963-03-2403-2)
- A történelem oktatásának története a Debreceni Református Kollégiumban a kezdetektől az Entwurf bekezdéséig. – A Debreceni Református Kollégium Gimnáziumának Jubileumi Évkönyve 1987/88.
- Líra, dráma, epika (középiskolai tankönyv, társszerzők: Grüll Tibor, Turgonyi Zoltán, Valaczka András) Budapest, 1994
- 1948 „a fordulat éve” a magyar irodalomban. – A Pápai Művelődéstörténeti Társaság Füzetei 7., 1996
- Irodalom II. 10. o. (középiskolai tankönyv, társszerző: Veress Zsuzsanna) Budapest, 1995
- „Okos istentisztelet”. Milyen legyen a református oskola? – az Evangéliumi nevelés lélekben és igazságban című kötetben, Pannonhalma, 1997 (ISBN 963-7819-72-X)
- „Áldott legyen a láng…” (Pápai hatások Jókai írásművészetében) – A kényes úrfi s a rongyos baka című kötetben, Pápa, 2001 (ISBN 9630058456)
- A szocreál líra „fénykora” Magyarországon 1948–1953. (bölcsészdoktori értekezés)
- Thaly Kálmán történetírói munkássága. 1999.